# UCI Oceania Tour 2017
UCI Oceania Tour 2018 – 13. edycja cyklu wyścigów UCI Oceania Tour, która odbyła się w styczniu i lutym 2017.
Seria UCI Oceania Tour, podobnie jak pozostałe cykle kontynentalne (UCI Africa Tour, UCI America Tour, UCI Asia Tour, UCI Europe Tour), powstała w 2005 jako zaplecze dla utworzonego w tym samym czasie UCI ProTour (później przekształconego w UCI World Tour) i do końca sezonu 2019 stanowiła, podobnie jak pozostałe cykle kontynentalne, drugi poziom wyścigów z kalendarza UCI.
Cykl UCI Oceania Tour w sezonie 2018 objął dwa wyścigi (oba wieloetapowe), rozgrywane między 22 stycznia 2017 a 5 lutego 2017.

## Kalendarz
Opracowano na podstawie:
| UCI Oceania Tour 2017 | UCI Oceania Tour 2017 | UCI Oceania Tour 2017     | UCI Oceania Tour 2017 | UCI Oceania Tour 2017                         | UCI Oceania Tour 2017                     | UCI Oceania Tour 2017      | UCI Oceania Tour 2017 |
| Data                  | Państwo               | Wyścig                    | Kat.                  | Zwycięzca                                     | Drugie miejsce                            | Trzecie miejsce            |                       |
| --------------------- | --------------------- | ------------------------- | --------------------- | --------------------------------------------- | ----------------------------------------- | -------------------------- | --------------------- |
| 22 – 26 stycznia 2017 | Nowa Zelandia         | New Zealand Cycle Classic | 2.2                   | Joseph Cooper (IsoWhey Sports-Swiss Wellness) | Logan Griffin (Oliver's Real Food Racing) | James Oram (Nowa Zelandia) |                       |
| 1 – 5 lutego 2017     | Australia             | Herald Sun Tour           | 2.1                   | Damien Howson (Orica-Scott)                   | Jai Hindley (Australia)                   | Kenny Elissonde (Team Sky) |                       |